# Andrej Grubačić
Andrej Grubačić és un anarquista resident als EUA, federalista balcànic, i professor d'antropologia amb un passat iugoslau. Ha escrit sobre cooperació i ajut mutu al llarg de la història mundial, teoria de sistemes mundials, anarquisme i la història dels Balcans. És el net de Ratomir Dugonjić, partisà iugoslau, dirigent i revolucionari comunista. Un defensor d'una aproximació anarquista a la teoria de sistemes mundials, Grubačić és un dels protagonistes dels "anarquismes contemporanis",
i un membre del anti-autoritari, la secció d'acció directa del moviment de justícia global. És també un membre de l'Organització Internacional per una Societat Participativa. Els seus escrits i línies d'investigació van des de la història global comparativa dels espais marginals ("no-estatals") i de les societats marginals fins als estudis neo-marxistes del sistema-món; i des de la sociologia de les democràcies sense estat a la història de l'ajuda mútua.

## Activisme polític, teoria anarquista i pedagogia anarquista
Grubačić va co-fundar la xarxa de Balcans Global del moviment balcànic anti-capitalista,
la Iniciativa Iugoslava per la Democràcia Econòmica, Kontrapunkt (revista), i ZBalkans–una edició balcànica de Z Magazine. És o ha estat actiu com un organitzador en xarxes com la post-coalició iugoslava de col·lectius anti-autoritaris com DSM!, Peoples Global Action, el Fòrum Social Mundial, Freedom Fight, i com a director del programa pel Global Commons Arxivat 2017-08-28 a Wayback Machine..És un membre de Retort collective, un col·lectiu d'intel·lectuals radicals de l'àrea de la badia de San Francisco. Com a educador anarquista, Grubačić viatja per Amèrica del Nord fent xerrades, conferències i tallers. Va ensenyar sobre educació anarquista a Z Institut de Mitjans de comunicació a Boston. És un membre de Bound Together Books de San Francisco, un col·lectiu de llibreries anarquistes. És actiu amb els Treballadors Industrials del Món (IWW o Wobblies). És troba implicat amb el projecte d'ajut mutu amb cinc presoners condemnats a mort al Correccional del sud d'Ohio, Lucasville. Ha escrit sobre la rebel·lió de Lucasville del 1993, quan 450 presoners, incloent una aliança inversemblant de presoners va prendre el control del correccional durant 11 dies.

## Carrera acadèmica
Un cop Yugoslavia va col·lapsar, Grubačić va emigrar als Estats Units. Es va instal·lar a la Universitat de Binghamton, des d'on va participar en el grup de recerca del Center Fernand Braudel, sobre les implicacions anarquistes sobre les anàlisis del sistema-món. Al 2008 es va mudar a San Francisco, on va treballar al departament de sociologia de la Universitat de San Francisco, i al departament d'estudis urbans de l'Institut d'Art de San Francisco. Actualment és professor i cap de departament d'Antropologia i Canvi Social a l'Institut d'Estudis Integrals de California. El seu interès en l'anàlisi del sistema-món i de l'antropologia anarquista ha marcat la seva perspectiva de recerca, la qual inclou experiències d'auto-governança, associació voluntària i ajuda mútua a escala global. Els seus estudis sobre espais marginals en el sistema-món capitalista modern, apunten que les expressions espacials d'ajuda mútua es produeixen i reprodueixen al marge de la civilització capitalista. Els espais i pràctiques marginals es refereixen a àrees amb una relativa autonomia enfront del control estatal, i amb un sistema de valors divergent al capitalista. El seu principal focus d'atenció són els "cracs" autònoms com els dels Don Crossacks, els pirates de l'Atlàntic, el poble romanès de Macedònia, els esclaus rebels Jamaicans i els zapatistes de Mèxic. Aquest estudi s'inclou al seu treball Living at the Edges of Capitalism, els seus altres estudis tracten sobre història del treball, recerca militant i etnografia activista.

## Publicacions
Al 2006, Grubačić va col·laborar amb l'activista i historiador Staughton Lynd per a escriure el treball Wobblies and Zapatistas.

### Obres destacades
- "Living at the Edges of Capitalism"